# شهرستان پاسیفیک (واشینگتن)
شهرستان پاسیفیک، واشینگتن (به انگلیسی: Pacific County, Washington) یک شهرستان در ایالات متحده آمریکا است که در ایالت واشینگتن واقع شده‌است.

## خصوصیات
شهرستان پاسیفیک ۳٬۱۶۷٫۵۷ کیلومترمربع مساحت دارد.